# Стадіон Олімпійського парку Комадзава
Стадіон Олімпійського парку Комадзава (яп. 駒沢オリンピック公園総合運動場陸上競技場) — мультиспортивний стадіон у Токіо, був побудований до Олімпійських Ігор 1964 року і використовувався для проведення футбольних матчів. В даний час в основному використовується для проведення футбольних матчів (як між аматорськими, так і між професіональними командами) і змагань з легкої атлетики. Стадіон вміщує 20 010 осіб.
Уздовж головної трибуни стадіону розташовані величезні консолі трикутної форми, які виконують не тільки декоративну функцію, а й захищають глядачів верхніх рядів головної трибуни від дощу і вітру.